# C/2014 AA52 (Catalina)
C/2014 AA52 (Catalina) — одна з гіперболічних комет. Ця комета була відкрита 11 січня 2014 року; вона мала 19.8m на час відкриття.